# Brachyotum quinquenerve
Brachyotum quinquenerve är en tvåhjärtbladig växtart som först beskrevs av Hipólito Ruiz López och Pav., och fick sitt nu gällande namn av José Jéronimo Triana. Brachyotum quinquenerve ingår i släktet Brachyotum och familjen Melastomataceae. Inga underarter finns listade i Catalogue of Life.